# Bandera heráldica

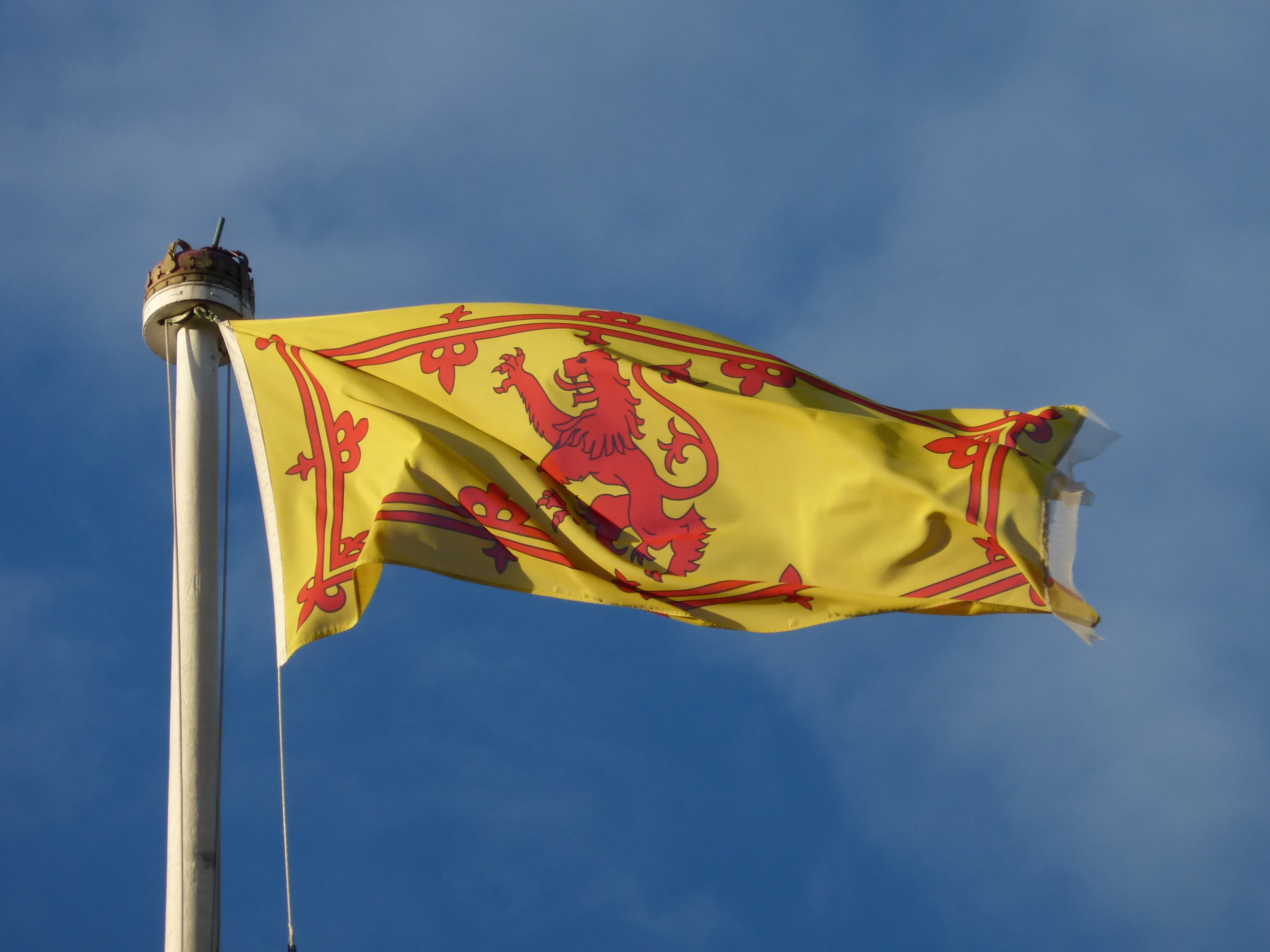
Estandarte Real de Escocia ondeando al viento en el Palacio de Holyrood.

Una bandera heráldica es una bandera que basa su diseño solamente en los elementos de un escudo.
Dependiendo de su forma o uso recibe denominaciones específicas como pendón heráldico, gallardete heráldico o estandarte heráldico. Otro tipo de bandera heráldica muy extendida, sobre todo en Italia, es el confalón.
En España se han adoptado en los últimos años banderas heráldicas a nivel municipal, donde anteriormente solamente se incluía el blasón municipal en el centro de un paño monocolor.

## Ejemplos
| Entidad                                             | Bandera                                    | Escudo (del que se deriva la bandera o viceversa) |
| --------------------------------------------------- | ------------------------------------------ | ------------------------------------------------- |
| Ámsterdam (Países Bajos)                            |                                            |                                                   |
| Bandera de Ámsterdam                                | Escudo de Ámsterdam                        |                                                   |
| Austria                                             |                                            |                                                   |
| Bandera de Austria                                  | Escudo de Austria                          |                                                   |
| Barcelona (España)                                  |                                            |                                                   |
| Bandera de Barcelona                                | Escudo de Barcelona                        |                                                   |
| Belfast (Irlanda del Norte, Reino Unido)            |                                            |                                                   |
| Bandera de Belfast                                  | Escudo de Belfast                          |                                                   |
| Bosnia-Herzegovina                                  |                                            |                                                   |
| Bandera de Bosnia y Herzegovina                     | Escudo de Bosnia y Herzegovina             |                                                   |
| Castilla y León (España)                            |                                            |                                                   |
| Bandera de Castilla y León                          | Escudo de Castilla y León                  |                                                   |
| Castilla-La Mancha (España)                         |                                            |                                                   |
| Bandera de Castilla-La Mancha                       | Escudo de Castilla-La Mancha               |                                                   |
| Columbia Británica (Canadá)                         |                                            |                                                   |
| Bandera de Columbia Británica                       | Escudo de Columbia Británica               |                                                   |
| Córcega (Francia)                                   |                                            |                                                   |
| Bandera de Córcega                                  | Escudo de Córcega                          |                                                   |
| Distrito de Columbia (Estados Unidos)               |                                            |                                                   |
| Bandera del Distrito de Columbia                    | Escudo de la familia Washington            |                                                   |
| Edimburgo (Escocia, Reino Unido)                    |                                            |                                                   |
| Bandera de Edimburgo                                | Escudo de Edimburgo                        |                                                   |
| Escania (Suecia)                                    |                                            |                                                   |
| Bandera de Escania (tradicional)                    | Escudo de Escania                          |                                                   |
| Escocia (Reino Unido)                               |                                            |                                                   |
| Estandarte Real de Escocia                          | Escudo de armas de Escocia                 |                                                   |
| Flandes (Bélgica y Francia)                         |                                            |                                                   |
| Bandera de Flandes                                  | Escudo de Flandes                          |                                                   |
| Gales (Reino Unido)                                 |                                            |                                                   |
| Bandera de Gales                                    | Escudo de Gales (versión de 1953)          |                                                   |
| Grecia                                              |                                            |                                                   |
| Bandera de Grecia (heráldica e histórica)           | Escudo de Grecia                           |                                                   |
| Hamburgo (Alemania)                                 |                                            |                                                   |
| Bandera de Hamburgo                                 | Escudo de Hamburgo                         |                                                   |
| Hong Kong (China)                                   |                                            |                                                   |
| Bandera de Hong Kong                                | Escudo de Hong Kong                        |                                                   |
| Inglaterra (Reino Unido)                            |                                            |                                                   |
| Estandarte real de Inglaterra                       | Escudo de Inglaterra                       |                                                   |
| Irak                                                |                                            |                                                   |
| Bandera de Irak                                     | Escudo de Irak                             |                                                   |
| Isla del Príncipe Eduardo (Canadá)                  |                                            |                                                   |
| Bandera de Isla del Príncipe Eduardo                | Escudo de Isla del Príncipe Eduardo        |                                                   |
| Kiribati                                            |                                            |                                                   |
| Bandera de Kiribati                                 | Escudo de Kiribati                         |                                                   |
| Londres (Inglaterra, Reino Unido)                   |                                            |                                                   |
| Bandera de Londres                                  | Escudo de Londres                          |                                                   |
| Luxemburgo                                          |                                            |                                                   |
| Pabellón civil de Luxemburgo (Roude Léiw)           | Escudo de Luxemburgo (pequeño)             |                                                   |
| Lyon (Francia)                                      |                                            |                                                   |
| Bandera de Lyon                                     | Escudo de Lyon                             |                                                   |
| Macao (China)                                       |                                            |                                                   |
| Bandera de Macao                                    | Escudo de Macao                            |                                                   |
| Madeira (Portugal)                                  |                                            |                                                   |
| Bandera de Madeira                                  | Escudo de Madeira                          |                                                   |
| Malta                                               |                                            |                                                   |
| Bandera de Malta                                    | Escudo de Malta                            |                                                   |
| Marsella (Francia)                                  |                                            |                                                   |
| Bandera de Marsella                                 | Escudo de Marsella                         |                                                   |
| Maryland (Estados Unidos)                           |                                            |                                                   |
| Bandera de Maryland                                 | Escudo de Maryland                         |                                                   |
| Mónaco                                              |                                            |                                                   |
| Bandera de Mónaco (alternativa)                     | Escudo de Mónaco                           |                                                   |
| Montreal (Canadá)                                   |                                            |                                                   |
| Bandera de Montreal                                 | Escudo de Montreal                         |                                                   |
| Moscú (Rusia)                                       |                                            |                                                   |
| Bandera de Moscú                                    | Escudo de Moscú                            |                                                   |
| Región de Murcia (España)                           |                                            |                                                   |
| Bandera de la Región de Murcia                      | Escudo de la Región de Murcia              |                                                   |
| Namibia                                             |                                            |                                                   |
| Bandera de Namibia                                  | Escudo de Namibia                          |                                                   |
| Nuevo Brunswick (Canadá)                            |                                            |                                                   |
| Bandera de Nuevo Brunswick                          | Escudo de Nuevo Brunswick                  |                                                   |
| Noruega                                             |                                            |                                                   |
| Estandarte Real de Noruega                          | Escudo de Noruega                          |                                                   |
| Nueva Escocia (Canadá)                              |                                            |                                                   |
| Bandera de Nueva Escocia                            | Escudo de Nueva Escocia                    |                                                   |
| Portugal                                            |                                            |                                                   |
| Bandera de Portugal (heráldica e histórica)         | Escudo de Portugal                         |                                                   |
| Reino Unido                                         |                                            |                                                   |
| Estandarte real del Reino Unido                     | Escudo del Reino Unido                     |                                                   |
|                                                     |                                            |                                                   |
| Estandarte real del Reino Unido para uso en Escocia | Escudo del Reino Unido para uso en Escocia |                                                   |
| San Petersburgo (Rusia)                             |                                            |                                                   |
| Bandera de San Petersburgo                          | Escudo de San Petersburgo                  |                                                   |
| Sicilia (Italia)                                    |                                            |                                                   |
| Bandera de Sicilia                                  | Escudo de Sicilia                          |                                                   |
| Somalia                                             |                                            |                                                   |
| Bandera de Somalia                                  | Escudo de Somalia                          |                                                   |
| Suecia                                              |                                            |                                                   |
| Estandarte real de Suecia (personal)                | Escudo del rey de Suecia                   |                                                   |
| Suiza                                               |                                            |                                                   |
| Bandera de Suiza                                    | Escudo de Suiza                            |                                                   |
| Valonia (Bélgica)                                   |                                            |                                                   |
| Bandera de Valonia                                  | Escudo de Valonia                          |                                                   |